# Frederick McCubbin
Frederick McCubbin (ur. 25 lutego 1855 w Melbourne, zm. 20 grudnia 1917 tamże) – australijski malarz.
Jest autorem m.in. obrazów Pogrzeb w buszu (1890), Północny wiatr (1891) i Pionierzy (1904). Był związany ze szkołą heidelberską (Heidelberg School), malował pejzaże inspirowane krajobrazem Australii i sceny rodzajowe ukazujące bohaterstwo pierwszych europejskich osadników w Australii. Obok T. Robertsa i A. Streetona był jednym z twórców neoromantycznego nurtu w australijskim malarstwie.